# Stryphnus ponderosus
Stryphnus ponderosus är en svampdjursart som först beskrevs av James Scott Bowerbank 1866.  Stryphnus ponderosus ingår i släktet Stryphnus och familjen Ancorinidae. Arten är reproducerande i Sverige. Inga underarter finns listade i Catalogue of Life.